# Rajnath Singh
Pour les articles homonymes, voir Singh.
Rajnath Singh  né le 10 juillet 1951 à Bhabhaura (Uttar Pradesh), est un homme politique indien exerçant les fonctions de ministre indien de la Défense. Il est président du parti Bharatiya Janata (BJP) à deux reprises, de 2005 à 2009 et de 2013 à 2014. Il a précédemment été Ministre en chef de l'Uttar Pradesh et ministre du Cabinet du gouvernement Vajpayee. Il a été le ministre de l'Intérieur du premier gouvernement de Narendra Modi. Vétéran du BJP, il a commencé sa carrière au sein du Rashtriya Swayamsevak Sangh. Il est un partisan de l'idéologie Hindutva du parti.
Il est élu député de la Lok Sabha à deux reprises : une fois pour la circonscription de fois de Lucknow et une fois pour celle de Ghaziabad. Actif dans la politique d'État, il est resté député de la circonscription de Haidergarh à deux reprises tout en exerçant un mandat de ministre en chef.

## Jeunesse et éducation
Rajnath Singh est né dans le village de. Son père est Ram Badan Singh et sa mère, Gujarati Devi,. Il grandit dans une famille d'agriculteurs de la caste Rajput. Il reçoit son éducation primaire au sein d'une école locale de son village puis intègre l'Université de Gorakhpur où il obtient une maîtrise en physique. Il travaille ensuite comme professeur de physique au K.B.Post-Graduate College de Mirzapur.

## Carrière politique

### Première politique
Il était associé au Rashtriya Swayamsevak Sangh depuis 1964, à l'âge de 13 ans, et restait lié à l'organisation. Il est également devenu Shakha Karavah (secrétaire général) de Mirzapur en 1972. Après deux ans en 1974, il a rejoint la politique. Entre 1969 et 1971, il a été le secrétaire de l'organisation de l'Akhil Bharatiya Vidyarthi Parishad (l'aile étudiante du RSS) à Gorakhpur. Il devient secrétaire général de la filiale RSS de Mirzapur en 1972.
En 1974, il a été nommé secrétaire de l'unité Mirzapur du Bharatiya Jana Sangh, prédécesseur du parti Bharatiya Janata.
En 1975, âgé de 24 ans, Singh a été nommé président de district de la Jana Sangh. En 1977, il a été élu membre de l'Assemblée législative du Mirzapur. À cette époque, il était influencé par le mouvement JP de Jayaprakash Narayan et a rejoint le parti Janata et a été élu membre de l'Assemblée législative de Mirzapur. Il a également été arrêté en 1975 pendant l'état d'urgence nationale pour son association avec le mouvement JP et a été détenu pendant une période de deux ans et quand il a été libéré, il a été réélu comme membre de l'Assemblée législative.
À cette époque, il gagna en popularité dans l'État (politique) et rejoignit le BJP en 1980 et fut l'un des premiers membres du Parti. Il est devenu président d'État de l'aile jeunesse du BJP en 1984, secrétaire général national en 1986 et président national en 1988. Il a également été élu au conseil législatif de l'Uttar Pradesh.

### Politique ultérieure

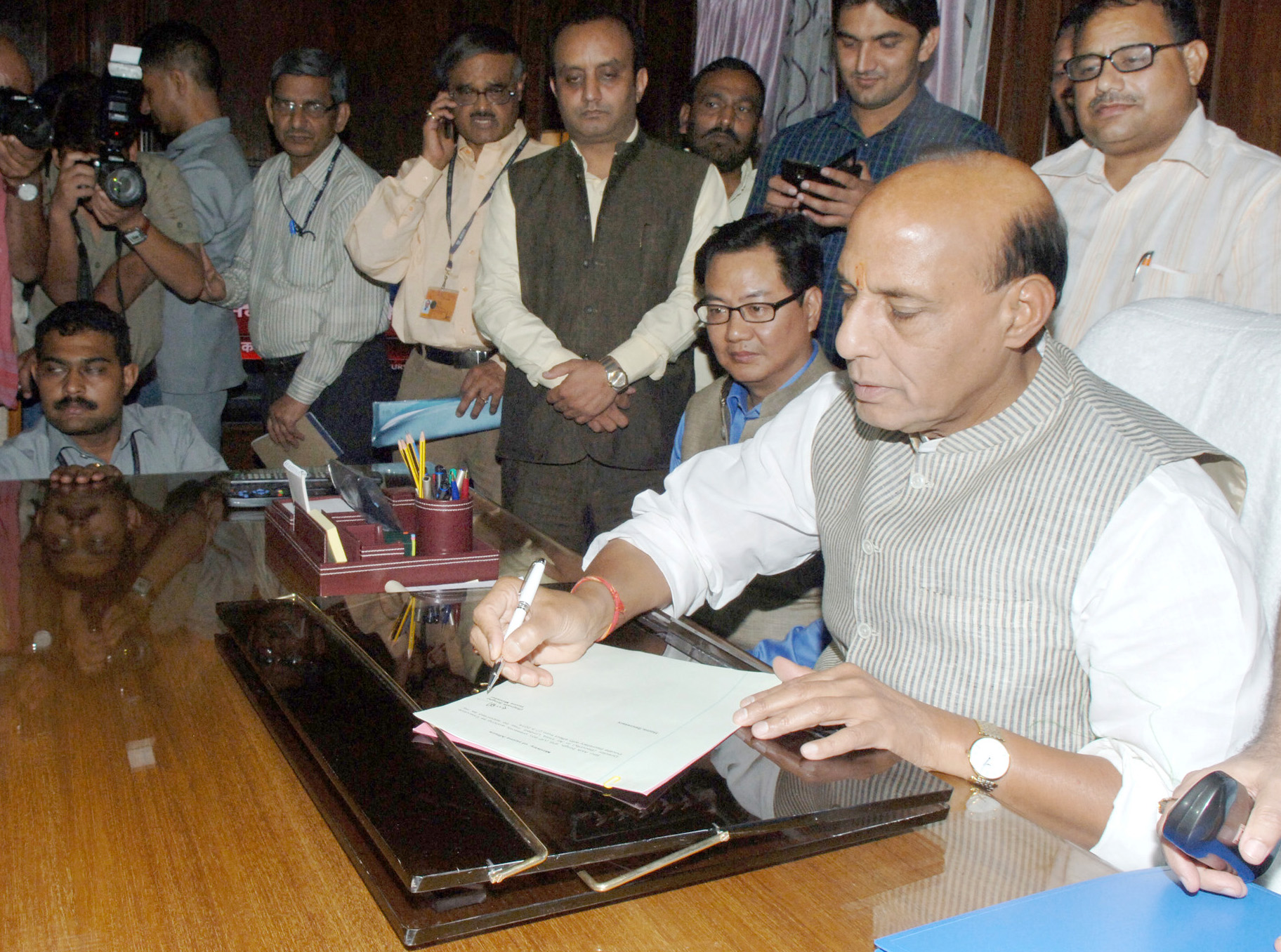
Rajnath Singh prend le bureau.

#### Ministre de l'éducation et affaires de transport de l'Union
En 1991, lorsque le parti Bharatiya Janata a établi son gouvernement pour la première fois dans l'Uttar Pradesh, il a été nommé ministre de l'Éducation. Il est resté ministre pendant un mandat de deux ans. Les principaux faits saillants de son mandat en tant que ministre de l'Éducation comprenaient la loi anti-copie de 1992, qui faisait de la copie un délit interdit, la modernisation des textes scientifiques et l'incorporation des mathématiques védiques dans le programme.
En avril 1994, il a été élu au Rajya Sabha (Chambre haute du Parlement) et il est devenu membre du Comité consultatif de l'industrie (1994-1996), du Comité consultatif du ministère de l'Agriculture, du Comité consultatif des entreprises, du Comité de la Chambre et de la Comité du développement des ressources humaines. Le 25 mars 1997, il est devenu président de l'unité du BJP dans l'Uttar Pradesh et, en 1999, il est devenu le ministre des transports de surface de l'Union.

#### Ministre principal de l’Uttar Pradesh (2000-2002)
En 2000, il est devenu ministre en chef de l'Uttar Pradesh et a été élu deux fois député de Haidergarh en 2001 et 2002. Il a été précédé par Ram Prakash Gupta en tant que ministre en chef et a succédé au gouvernement présidentiel, plus tard après que Mayawati est devenu le ministre en chef de l'Uttar Pradesh. À cette époque, il a été nommé ministre en chef parce que depuis très longtemps, il s'était fait une image parmi les gens en raison de son effet au niveau du sol depuis longtemps dans les années 1970 dans le mouvement JP et était également ministre de l'Éducation dans le ministère de Kalyan Singh et était également actif dans la politique d'État. En 2002, il a démissionné du poste de ministre en chef de l'U.P. dans un délai de deux ans car à ce moment-là, lors du test au sol, le gouvernement BJP était au statut de minorité. Pour la raison suivante, il y a eu imposition du pouvoir présidentiel dans l'État, puis après cela, à la 14e assemblée législative, Mayawati est devenu le ministre en chef pour la troisième fois.

#### Ministre de l’agriculture de l’Union (2003-2004)
En 2003, Singh a été nommé ministre de l'Agriculture, puis de la transformation des aliments dans le gouvernement NDA dirigé par Atal Bihari Vajpayee, et a été confronté à la tâche difficile de maintenir l'un des domaines les plus instables de l'économie indienne. Au cours de cette période, il a lancé quelques projets historiques, notamment le centre d'appels de Kisan et le régime d'assurance des revenus agricoles. Il a abaissé les taux d'intérêt sur les prêts agricoles et a également créé une commission des agriculteurs et lancé un régime d'assurance des revenus agricoles.

#### Président national du BJP
Après que le BJP ait perdu le pouvoir aux élections générales de 2004, il a été contraint de siéger dans l'opposition. Après la démission de la personnalité éminente Lal Krishna Advani en raison de déclarations controversées sur Muhammad Ali Jinnah et le meurtre du stratège Pramod Mahajan, Singh a cherché à reconstruire le parti en se concentrant sur les idéologies les plus fondamentales de l'Hindutva. Il a annoncé sa position de "sans compromis" en ce qui concerne la construction d'un temple Ram à Ayodhya à tout prix et a salué le règne de Vajpayee en tant que Premier ministre, soulignant tous les développements que la NDA a faits pour les gens ordinaires de l'Inde. Il a également critiqué le rôle de la langue anglaise en Inde, affirmant que la plupart de la population indienne est incapable de participer à l'économie et au discours culturel indiens en raison des préférences extrêmes accordées à l'anglais au détriment des langues maternelles. Il est devenu président national du BJP le 31 décembre 2005, poste qu'il a occupé jusqu'au 19 décembre 2009. En mai 2009, il a été élu député de Ghaziabad dans l'Uttar Pradesh.
Le 24 janvier 2013, à la suite de la démission de Nitin Gadkari en raison d'accusations de corruption, Singh a été réélu président national du BJP. Singh est enregistré peu de temps après le rétablissement de la loi, l'article 377 du Code pénal indien en 2013, affirmant que son parti est "sans ambiguïté" en faveur de la loi, affirmant également que "Nous allons déclarer (lors d'une réunion de tous les partis si on l'appelle) que nous soutenons l'article 377 parce que nous croyons que l'homosexualité est un acte contre nature et ne peut être soutenue." Singh a été élu président pour son deuxième mandat après la démission de Gadkari en 2013. Singh a joué un rôle important dans la campagne du BJP pour les élections générales indiennes de 2014, notamment en déclarant Narendra Modi le candidat au poste de Premier ministre du parti malgré l'opposition du BJP. Après la victoire écrasante du parti, Singh a démissionné de la présidence du parti pour assumer le poste de ministre de l'Intérieur. Il a contesté les élections de 2014 à Lok Sabha dans la circonscription de Lucknow et a ensuite été élu membre du Parlement.

## Postes du Cabinet

### Ministre de l'intérieur
Il a été nommé ministre de l'Intérieur de l'Union dans le gouvernement Narendra Modi et a prêté serment le 26 mai 2014. À cette époque, il était l'ancien président du parti et a été celui qui a nommé Narendra Modi comme le premier ministre candidat du parti. Après la victoire du parti aux élections de 2014 à Lok Sabha, il a succédé à Sushilkumar Shinde à la présidence du ministre de l'Intérieur de l'année 2014-2019. Et il est également l'actuel chef adjoint de Lok Sabha à partir de l'année 2019.
Il a déclenché la controverse au milieu des manifestations contre l'action de la police à l'Université Jawaharlal Nehru (JNU), le 14 février 2016, affirmant que «l'incident de la JNU était soutenu par le chef de Lashkar-e-Taiba, Hafiz Saeed. Il a fait cette déclaration lors d'un discours anti-national dans le JNU Delhi à l'occasion de l'anniversaire de la pendaison du séparatiste cachemirien Maqbool Bhat et Afzal Guru le 9 février 2016. Après la déclaration, il y a eu également une vaste manifestation contre Singh et après la arrestations d'Oumar Khalid et de Kanhaiya Kumar, il s'est entretenu avec de nombreux dirigeants de gauche. Il a également assuré aux citoyens que ce qu'il avait dit était juste et il a également l'assurance de ne pas tolérer les lois anti-nationales. Singh a également nommé à l'époque un SIT pour enquêter sur l'affaire. En mai 2016, il a affirmé que l'infiltration en provenance du Pakistan avait diminué de 52 % en deux ans.
Le 9 avril 2017, il a lancé le portail Web et l'application Bharat Ke Veer avec l'acteur de Bollywood Akshay Kumar. C'était une initiative prise par lui pour le bien-être de la famille des martyrs. Bharat Ke Veer est une initiative de collecte de fonds du ministère de l'Intérieur du gouvernement indien au nom des membres des forces paramilitaires indiennes. Singh lui-même a fait l'éloge de l'application et était à l'époque le premier donateur de l'application.

### Ministre de la défense de l'Union (depuis 2019)

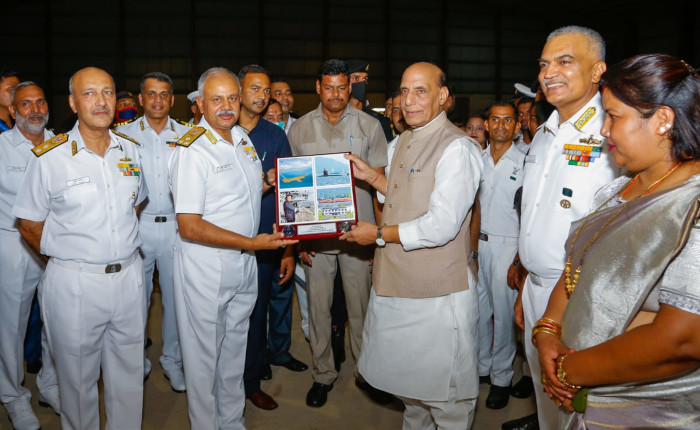
Visite du ministre de la défense à la base navale INS Kadamba.

Singh est devenu ministre de la Défense de l'Inde le 31 mai 2019.